# Lietuvos korespondencinių šachmatų federacija
Der Fernschachverband Litauens (lit. Lietuvos korespondencinių šachmatų federacija, LKŠF) ist der Landesverband der Fernschachspieler und Schachvereine in Litauen. Der Verein wurde 1991 von Vytautas Sutkus als Teilorganisation der Lietuvos šachmatų federacija errichtet. 1995 wurde LKŠF offiziell gegründet und am 1. Februar  1996 beim Justizministerium der Republik Litauen als eine unabhängige litauische Organisation (juristische Person) registriert.
Der Sitz ist in Vilnius. Der Schachverband, der von einem Präsidium unter Leitung Alfonsas Kupšys geführt wird, richtet die Einzel- und Mannschaftsmeisterschaften auf Landesebene aus.
Generalsekretär des Verbands ist Dmitrijus Chocenka (* 1983).

## Präsident
- Seit 1996: Alfonsas Kupšys  (* 1951)

## Vizepräsidenten
- 1998–2004: Rišard Kurylo (* 1943)
- Kęstutis Mužas
- Virginijus Dambrauskas
- Aleksandras Jegorovas